# I sigari del faraone
I sigari del faraone (Les Cigares du pharaon) è il quarto albo della serie a fumetti Le avventure di Tintin creata dal fumettista belga Hergé. La seconda parte del fumetto è stata riadattata dallo stesso Hergé e da Jacques Van Melkebeke nella commedia teatrale gialla Il mistero del diamante blu (1941).

## Storia editoriale
La storia venne pubblicata settimanalmente sul periodico Le Petit Vingtième dal 1932 al 1934 e raccolta in albo la prima volta nel 1934. Successivamente, nel 1946, venne completamente ridisegnata per renderla stilisticamente omogenea con le nuove storie che venivano pubblicate in albi a colori di 48 pagine con una gabbia a dodici vignette invece che a sei come venivano prima disegnate da Hergé.
Costituisce la prima parte dell'avventura che prosegue nel volume seguente Il loto blu. In questo episodio appaiono per la prima volta alcuni personaggi importanti della serie come: Dupont e Dupond, Rastapopoulos, Allan Thompson e Oliveira da Figueira. Come nei tre precedenti album, la struttura del racconto si articola in un susseguirsi di peripezie senza molta relazione tra loro. Però a differenza dei precedenti episodi per la prima volta Hergé crea una certa unitarietà alla trama mediante un elemento misterioso: i sigari che danno il titolo all'album. La storia riunisce vari elementi tipici della narrativa di genere come la maledizione, una società segreta e il mistero che circonda l'identità del capo di una banda.